# جبر لی آفین
در ریاضیات جبر لی آفین (به انگلیسی: Affine Lie Algebra) یک جبر لی بی‌نهایت-بعدی است که به طریق کانونی از یک جبر لی ساده ساخته می‌گردد. این جبر، یک جبر کک-مودی است که ماتریس کارتان تعمیم یافته برای آن مثبت نیم-معین بوده و دارای هم-رتبه ۱ است. از نقطه نظر ریاضیات محض، جبرهای لی آفین جالب اند، چرا که جبرهای لی نیم-ساده متناهی-بعدی، مشابه با جبرهای کک-مودی، نظریه نمایش بسیار شناخته شده تری دارند. همان‌طور که ویکتور کک مشاهده نمود، فرمول کاراکتر برای نمایش‌های جبر لی آفین، برخی اتحادهای ترکیبیاتی همچون اتحادهای مک‌دونالد را ایجاب می‌کند.